# Rhipsalis floccosa subsp. oreophila
A Rhipsalis floccosa subsp. oreophila egy epifita kaktusz, az alapfajt Brazília magasabban fekvő területein helyettesíti.

## Jellemzői
Többé-kevésbé bokros habitusú növény, a szegmenseken alapi részei nem lekeskenyedők. Virágai 12 mm átmérőjűek.

## Elterjedése
Brazília: Bahia és Minas Gerais magasabban fekvő területei, a típuspéldányt a Minas Gerais-beli Monte Azul-ról gyűjtötte F. Ritter.